# Neotama longimana
Neotama longimana är en spindelart som beskrevs av Baehr 1993. Neotama longimana ingår i släktet Neotama och familjen Hersiliidae. Inga underarter finns listade i Catalogue of Life.